# Friend with Benefit
Friend with Benefit é o sexto episódio da vigésima sétima temporada da série de animação de comédia The Simpsons, sendo exibido originalmente na noite de 8 de Novembro de 2015 pela Fox Broadcasting Company (Fox) nos Estados Unidos. No episódio, Lisa se torna amiga de uma menina rica chamada Harper, cujo pai se torna amigo de Homer. Porém, ela fica preocupada sobre o comportamento de Harper.
Friend with Benefit foi escrito por Rob LaZebnik e dirigido por Matthew Faughnan, sob o código de produção TABF21. As estrelas convidadas são Kristen Bell como Harper Jambowski e David Copperfield como ele mesmo. O episódio foi bem recebido pela crítica de televisão especializada e de acordo com o instituto de mediação de audiências Nielsen, foi assistido por 3,48 milhões de espectadores em sua exibição original e recebeu uma quota de 1.5/5 no perfil demográfico de telespectadores entre os 18 aos 49 anos de idade.

## Enredo
Na abertura, uma pequena paródia do curta da Disney Feast, intitulado de "Fat". O Ajudante de Papai Noel é alimentado a partir de restos da mesa de jantar dos Simpsons, até que ele fica muito gordo e morre. Ele vai para o Céu e Deus lhe oferece uma escolha entre Fit Dog Heaven [Céu dos Cachorros Magros] e Fat Dog Hell [Inferno dos Cachorros Gordos]. No Fat Dog Hell há um sinal de "Pizza Grátis" e o Ajudante de Papai Noel é executado.
No início do episódio, Homer assiste à uma propaganda de uma cadeira de auto elevação enquanto assistia televisão, e ele se interessa em comprá-la. Porém, o seu alto custo (US$ 1.100) faz com que ele vá até a Taverna do Moe para obter algumas ideias de como arrecadar dinheiro. Lenny e Carl lhe dão a a ideia de um financiamento colaborativo. Ele grava um vídeo e tenta postar em um site que movimenta quase todos em Springfield. Porém, ele não consegue obter dinheiro suficiente em quase nenhum momento.
Enquanto isso, no dia de inscrição de clubes na Escola Primária de Springfield, Lisa está a tentar obter assinaturas para o The Club Magic, onde ela encontra pela primeira vez Harper Jambowski, que parece interessada em aderir ao clube. Lisa mostra interesse em sua nova amiga, descobrindo que ela é também uma mágica muito talentosa. Lisa pede para Homer levá-la a um concerto da banda de um menino australiano com Harper, bem como o pai dela tenha comprado os ingressos. Sentindo-se confiante, ele leva Lisa para o show.
Na arena de esportes, Homer fica surpreso sobre como recebeu pulseiras VIP. Foi quando ele encontra pela primeira vez o pai de Harper, que é extremamente rico e possui uma empresa de TI, além de descobrir que eles também têm várias coisas em comum. No seu caminho de volta para casa, Lisa reclama que Harper não deixou ela dizer nenhuma palavra no show. Então, Homer tenta convencer Lisa a mantê-la como sua melhor amiga, porque dessa forma Lisa vai desfrutar de grandes coisas no mundo que Homer não pode proporcionar (ou seja, tudo). Harper convida-os, em seguida, para assistir a uma apresentação de David Copperfield. No entanto, mais uma vez, Harper não deixa Lisa falar enquanto seus pais estão se divertindo. Então, Lisa fica mais chateada com Harper, mas Homer continua a ser amigo do pai de Harper e recebe um convite para passar uma semana em sua ilha particular junto com sua família.
Mais tarde, Harper dá Lisa um presente: uma bicicleta nova. Porém, Lisa sente-se insultada após Harper dizer que sua bicicleta antiga era "uma porcaria". Elas argumentam, a ponto de acabar com sua amizade. Lisa, no entanto, pelo amor de seu pai, decide voltar a falar com ela para que eles pudessem ir para a ilha. Chegando na ilha privada (que antigamente era o Haiti), o divertimento da família é frustrado quando Harper e Lisa discutem mais uma vez de modo Homer tem que tomar uma decisão difícil: continuar sendo amigo do pai de Harper ou ir para casa pra que Lisa possa ficar longe de Harper. Ele decide deixar a ilha e ir para casa, dizendo que Harper é "meio mimada" e que ela não merece Lisa.
Durante os créditos, Homer e Lisa estão no avião de volta para Springfield. Em seguida, eles percebem que Bart ainda está na ilha, expondo a mensagem "Otários tão longos" na costa.

## Recepção

### Crítica
No geral, o episódio foi bem recebido pela crítica de televisão especializada. Dennis Perkins do The A.V. Club o avaliou com um B+, comentando que "Esta temporada tem visto o show redescobrir como frutífero pode ser trazer Lisa de volta para mais perto de sua própria idade. Claro, ela é quase sempre a pessoa mais inteligente da sala, mas aqui, como na verdade, após o excelente 'Halloween of Horror', onde a inteligência, quando combinada com o emocional de uma criança de oito anos de idade, foi liberado para fazer o show  mais vital para Lisa do que tem sido há algum tempo. Muito disso tem a ver com performances de Yeardley Smith, naturalmente. Mesmo em o mais indiferente dos episódios, é evidente quão comprometido Smith é, mas quando, como aqui, foi tomado mais cuidado para estabelecer caráter de Lisa e mantê-lo consistente ao longo do tempo, ela pode realmente fazer Lisa ganhar vida... Aqui, ela é uma criança esperta, nerd que está emocionada em ter um novo amigo, mas também age apropriadamente rápido para recolhimento de injustiça."

### Audiência
Friend With Benefit foi exibido originalmente na noite de 8 de Novembro de 2015, um domingo, pela Fox Broadcasting Company nos Estados Unidos. De acordo com o sistema de mediação Nielsen, o episódio foi assistido por 3,48 milhões de telespectadores, e recebeu uma quota de 1.5/5 no perfil demográfico de telespectadores entre os 18 aos 49 anos de idade. Apresentou uma queda de 3,27 milhões em relação ao episódio anterior, Treehouse of Horror XXVI, assistido por 6,75 milhões de telespectadores.